# Papozze
Papozze ist eine nordostitalienische Gemeinde (comune) mit 1388 Einwohnern (Stand 31. Dezember 2023) in der Provinz Rovigo in Venetien. Die Gemeinde liegt etwa 21 Kilometer ostsüdöstlich von Rovigo am Po und am venetischen Teil des Parco regionale del Delta del Po und grenzt unmittelbar an die Provinz Ferrara (Emilia-Romagna).